# Crippled Inside
〈Crippled Inside〉는 존 레논이 1971년 음반 《Imagine》에 의해 작곡되고 연주된 노래이다.
이 곡은 레논의 이전 솔로 녹음물인 《John Lennon/Plastic Ono Band》의 서정적인 서정적인 내용과, 나머지 《Imagine》에서 전형적으로 볼 수 있는 좀 더 낙관적인 음악적 배열을 결합했다. 이 곡은 컨트리 음악에 의해 눈에 띄게 영향을 받아 레논이 컨트리 록에 대한 자신만의 선율이 되었고, 그는 비틀즈로 그리고 나중에는 솔로 활동에서 두 가지 모두에 손을 댔다. 이 노래는 또한 "You can live a lie until you die (죽을 때까지 거짓말 속에서 살 수도 있지만)"라는 선에서 그의 전 동료 폴 매카트니에서 보도된 내용을 담고 있다.

## 녹음
레논은 1971년 5월 26일 애스콧 사운드 스튜디오에서 《Imagine》 음반을 위한 세션 동안 〈Crippled Inside〉를 녹음했다.

## 커버
잼 밴드 와이드스프레드 패닉은 2007년 하계 투어 동안 여러 차례 이 노래를 다루었고, 이 밴드는 자선 음반 《Instant Karma: The Amnesty International Campaign to Save Darfur》에 버전을 기여했다.
이 곡은 2017년 4월 블레이크 셸턴이 미국 TV 쇼 《더 보이스》에서 공연했다.